# Potemkin City Limits
 (avril 2023).
Si vous disposez d'ouvrages ou d'articles de référence ou si vous connaissez des sites web de qualité traitant du thème abordé ici, merci de compléter l'article en donnant les références utiles à sa vérifiabilité et en les liant à la section « Notes et références ».
Albums de Propagandhi
Today's Empires, Tomorrow's Ashes
(2001) Supporting Caste
(2009)
Potemkin City Limits est le cinquième album studio du groupe de punk hardcore/metal canadien Propagandhi. Sorti en 2005, il est le deuxième disque du groupe à sortir sur leur propre label, G7 Welcoming Committee Records, le combo ayant décidé de rompre toute collaboration vis-à-vis de Fat Wreck Chords afin de signifier à Fat Mike leur désaccord envers lui par rapport à son attitude pendant la campagne présidentielle américaine de 2004. C'est sur ce disque que les membres du groupe modifient quelque peu leurs pseudos et que Chris se « dédouble » sous le nom de Glen Lambert.

## Line-up[Quoi ?]
- Chris Brown : chant et guitare (et claviers et orgue Hammond sous le nom de Glen Lambert)
- The Rod : chant et basse
- Jordy-Boy Horkoff : batterie et chœurs

## Liste des chansons de l'album
| 1.    | A Speculative Fiction                  | 4:14 |
| 2.    | Fixed Frequencies                      | 3:58 |
| 3.    | Fedallah's Hearse                      | 4:00 |
| 4.    | Cut Into The Earth                     | 3:41 |
| 5.    | Bringer Of Greater Things              | 2:45 |
| 6.    | Die Jügend Marschiert (America's Army) | 4:42 |
| 7.    | Rock For Sustainable Capitalism        | 4:12 |
| 8.    | Impendin' Halfhead                     | 1:14 |
| 9.    | Life At Disconnect                     | 3:23 |
| 10.   | Name And Adress Withheld               | 3:21 |
| 11.   | Superbowl Patriot XXXVI                | 0:36 |
| 12.   | Iteration                              | 5:21 |
| 41:25 |                                        |      |

## En plus
Ce disque contient une plage CD-Rom / multimédia sur laquelle figurent toute une liste de liens vers des sites Internet divers, ainsi que des articles (uniquement visibles par Windows Media Player) sur le végétalisme, le journalisme militant, l'activisme anarchiste...